# Tiểu Kim
Tiểu Kim (chữ Hán giản thể: 小金县, âm Hán Việt: Tiểu Kim huyện) là một huyện thuộc châu tự trị A Bá, tỉnh Tứ Xuyên, Cộng hòa Nhân dân Trung Hoa. Huyện này có dân số năm 1999 là 74430 người. Mã số bưu chính của Tiểu Kim là 624200 Huyện lỵ của Tiểu Kim đóng ở trấn Mỹ Hưng.